# Carlo Tamberlani
Francesco Paolo Carlo Tamberlani (Salice Salentino, 11 marzo 1899 – Subiaco, 5 agosto 1980) è stato un attore italiano.

## Biografia
Carlo Tamberlani nacque a Salice, mentre la sua famiglia si trovava nel comune salentino per allestire una rappresentazione teatrale. I suoi genitori erano gli attori di prosa Vincenzo Tamberlani e Anna Usai. Dopo gli inizi artistici con i genitori, nel primo dopoguerra, lavorò con diverse compagnie teatrali, tra cui quelle di Ettore Paladini, Virginia Reiter, Alda Borelli, Virgilio Talli, Ruggero Ruggeri. Nel 1927, entrò nel gruppo teatrale di Bella Starace Sainati, che diresse con il fratello Nando.

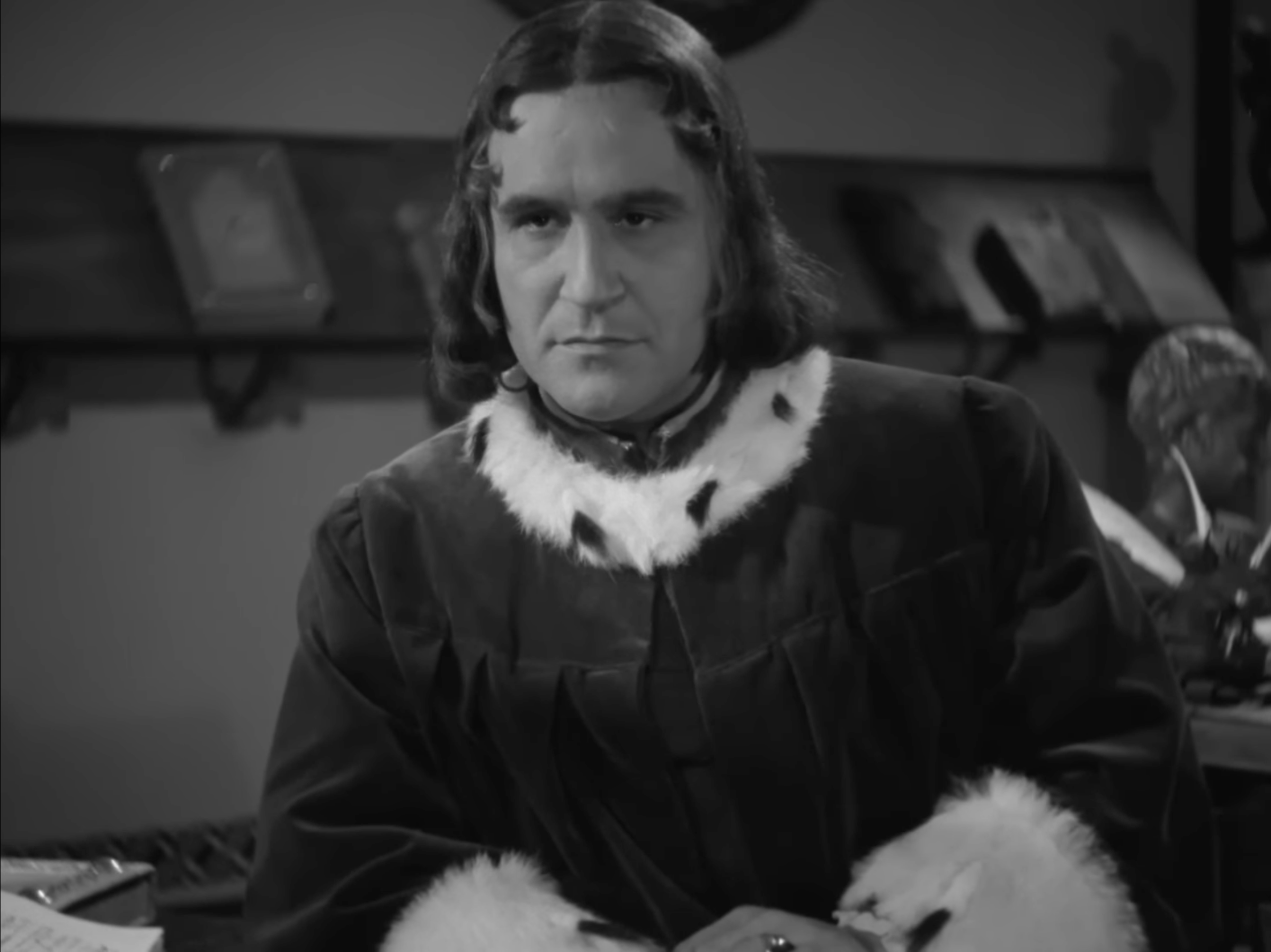
Tamberlani nel film Giuliano de' Medici (1941)

Grazie ad altre esperienze, tra cui la vicedirezione della compagnia di Ermete Zacconi, collaborò con Kiki Palmer nell'Ippolito di Euripide (Vicenza 1934), nell'Agamennone di Eschilo e nell'Ifigenia in Aulide di Euripide (1934). Nel 1935 apparse con Cele Abba in Coriolano e in Giulio Cesare di William Shakespeare. Dal 1936 al 1939 fu insegnante di recitazione all'Accademia nazionale d'arte drammatica. In seguito divenne primo attore del Teatro delle Arti di Roma, lavorando al fianco di Emma Gramatica.
Nel 1942 ricevette il titolo di Commendatore del Regno e pubblicò diversi libri sulla recitazione. Fondò il Teatro Emanuel nel 1943. Dal 1947 al 1957 insegnò recitazione al Centro sperimentale di cinematografia di Roma.
Nel frattempo recitò in Edipo a Colono di Sofocle (1946), in Come vi piace di Shakespeare (regia di Luchino Visconti, 1948) e in Corruzione al Palazzo di giustizia di Ugo Betti (1949). Diresse in Spagna il Teatro Stabile di Barcellona (1950-52) e formò la compagnia Barbara-Villa-Tamberlani. Membri importanti furono Renato Chiantoni e Pina Gallini che tornarono sulle scene in allestimenti come Il racconto d'inverno di Shakespeare (1954), L'albergo dei poveri di Maksim Gor'kij (1954), Il gran teatro del mondo di Pedro Calderón de la Barca (1955) e Coriolano di Shakespeare (1956).
In Sicilia, a cavallo degli anni sessanta, interpretò Le Baccanti di Euripide (Teatro greco di Tindari, 1959), Tutto per bene di Luigi Pirandello e Una luna per i bastardi di Eugene O'Neill (Palermo, 1961). Recitò anche nel cinema, per il quale interpretò diversi ruoli in numerosi film: Scipione l'Africano di Carmine Gallone del 1937, Piccolo mondo antico di Mario Soldati del 1941, Divina creatura di Giuseppe Patroni Griffi del 1975, Cadaveri eccellenti di Francesco Rosi del 1976. Lavorò inoltre sporadicamente in televisione (Il commissario De Vincenzi, 1977).

## Filmografia
- La lanterna del diavolo, regia di Carlo Campogalliani (1931)
- Teresa Confalonieri, regia di Guido Brignone (1934)
- Passaporto rosso, regia di Guido Brignone (1935)
- Tredici uomini e un cannone, regia di Giovacchino Forzano (1936)
- La damigella di Bard, regia di Mario Mattoli (1936)
- Condottieri, regia di Luis Trenker (1937)
- Scipione l'Africano, regia di Carmine Gallone (1937)
- L'albergo degli assenti, regia di Raffaello Matarazzo (1938)
- Giuseppe Verdi, regia di Carmine Gallone (1938)
- Lotte nell'ombra, regia di Domenico M. Gambino (1938)
- Il conte di Bréchard, regia di Mario Bonnard (1938)
- Il fornaretto di Venezia, regia di Duilio Coletti (1939)
- L'ospite di una notte, regia di Giuseppe Guarino (1939)
- Le educande di Saint-Cyr, regia di Gennaro Righelli (1939)
- Il ladro sono io!, regia di Flavio Calzavara (1939)
- Giuliano de' Medici, regia di Ladislao Vajda (1940)
- L'assedio dell'Alcazar, regia di Augusto Genina (1940)
- Piccolo mondo antico, regia di Mario Soldati (1941)
- Pia de' Tolomei, regia di Esodo Pratelli (1941)
- Il cavaliere senza nome, regia di Ferruccio Cerio (1941)
- Turbine, regia di Camillo Mastrocinque (1941)
- È caduta una donna, regia di Alfredo Guarini (1941)
- Anime in tumulto, regia di Giulio Del Torre (1941)
- La sonnambula, regia di Piero Ballerini (1941)
- Perdizione, regia di Carlo Campogalliani (1942)
- Le vie del cuore, regia di Camillo Mastrocinque (1942)
- Documento Z 3, regia di Alfredo Guarini (1942)
- Dente per dente, regia di Marco Elter (1942)
- Bengasi, regia di Augusto Genina (1942)
- Redenzione, regia di Marcello Albani (1942)
- Anime in tumulto, regia di Giulio Del Torre (1942)
- Febbre, regia di Primo Zeglio (1943)
- I dieci comandamenti, regia di Giorgio Walter Chili (1945)
- L'abito nero da sposa, regia di Luigi Zampa (1945)
- La sua strada, regia di Mario Costa (1946)
- Il Passatore, regia di Duilio Coletti (1946)
- L'apocalisse, regia di Giuseppe Maria Scotese (1946)
- Cuore, regia di Duilio Coletti (1947)
- La sepolta viva, regia di Guido Brignone (1949)
- I peggiori anni della nostra vita, regia di Mario Amendola (1949)
- Cavalcata d'eroi, regia di Mario Costa (1949)
- Adamo ed Eva, regia di Mario Mattoli (1949)
- Santo disonore, regia di Guido Brignone (1949)
- Le mura di Malapaga, regia di René Clément (1949)
- Il bacio di una morta, regia di Guido Brignone (1949)
- Vespro siciliano, regia di Giorgio Pàstina (1949)
- Margherita da Cortona, regia di Mario Bonnard (1950)
- Anna Bolena, regia di Arturo Ruiz Castillo (1951)
- Un ladro in paradiso, regia di Domenico Paolella (1951)
- Due sorelle amano, regia di Jacopo Comin (1951)
- Il richiamo nella tempesta, regia di Oreste Palella (1952)
- Noi peccatori, regia di Guido Brignone (1952)
- La figlia del diavolo, regia di Primo Zeglio (1952)
- Amarti è il mio peccato, regia di Sergio Grieco (1953)
- Capitan Fantasma, regia di Primo Zeglio (1953)
- Nerone e Messalina, regia di Primo Zeglio (1953)
- Soli per le strade, regia di Silvio Siano (1953)
- Frine, cortigiana d'Oriente, regia di Mario Bonnard (1953)
- Femmina, regia di Marc Allégret (1954)
- Pietà per chi cade, regia di Mario Costa (1954)
- Divisione Folgore, regia di Duilio Coletti (1954)
- Adriana Lecouvreur, regia di Guido Salvini (1955)
- Suonno d'ammore, regia di Sergio Corbucci (1955)
- Una sera di maggio, regia di Giorgio Pastina (1955)
- Il conte Aquila, regia di Guido Salvini (1955)
- Amici per la pelle, regia di Franco Rossi (1955)
- Altair, regia di Leonardo De Mitri (1955)
- Luna nova, regia di Luigi Capuano (1955)
- Suonno d'ammore, regia di Sergio Corbucci (1955)
- Incatenata dal destino, regia di Enzo Di Gianni (1956)
- Occhi senza luce, regia di Flavio Calzavara (1956)
- Il cavaliere dalla spada nera, regia di Luigi Capuano (1956)
- Scapricciatiello, regia di Luigi Capuano (1956)
- Saranno uomini, regia di Silvio Siano (1956)
- Maruzzella, regia di Luigi Capuano (1956)
- I giorni più belli, regia di Mario Mattoli (1956)
- Amaramente, regia di Luigi Capuano (1956)
- I giorni più belli, regia di Mario Mattoli (1956)
- Guaglione, regia di Giorgio Simonelli (1956)
- Il ricatto di un padre, regia di Giuseppe Vari (1957)
- Orizzonte infuocato, regia di Roberto Bianchi Montero (1957)
- Il conte di Matera, regia di Luigi Capuano (1957)
- Afrodite, dea dell'amore, regia di Mario Bonnard (1958)
- Il cavaliere del castello maledetto, regia di Mario Costa (1958)
- Adorabili e bugiarde, regia di Nunzio Malasomma (1958)
- I Reali di Francia, regia di Mario Costa (1959)
- Il padrone delle ferriere, regia di Anton Giulio Majano (1959)
- Gli ultimi giorni di Pompei, regia di Mario Bonnard(1959)
- Il conquistatore di Maracaibo, regia di Eugenio Martín (1960)
- Teseo contro il minotauro, regia di Silvio Amadio (1960)
- Maciste nella valle dei re, regia di Carlo Campogalliani (1960)
- Costantino il Grande, regia di Lionello De Felice (1960)
- Sansone, regia di Gianfranco Parolini (1961)
- Il colosso di Rodi, regia di Sergio Leone (1961)
- Il gigante di Metropolis, regia di Umberto Scarpelli (1961)
- La guerra di Troia, regia di Giorgio Ferroni (1961)
- Giulio Cesare il conquistatore delle Gallie, regia di Tanio Boccia (1962)
- Zorro alla corte di Spagna, regia di Luigi Capuano (1962)
- Il conquistatore di Corinto, regia di Mario Costa (1962)
- Anno 79 - La distruzione di Ercolano, regia di Gianfranco Parolini (1962)
- Il vecchio testamento, regia di Gianfranco Parolini (1963)
- La belva di Saigon, regia di Roberto Bianchi Montero (1963)
- Il segno di Zorro, regia di Mario Caiano (1963)
- Ercole contro Roma, regia di Piero Pierotti (1964)
- Gli invincibili tre, regia di Gianfranco Parolini (1964)
- Sansone e il tesoro degli Incas, regia di Piero Pierotti (1964)
- Maciste nelle miniere di re Salomone, regia di Piero Regnoli (1964)
- Gli schiavi più forti del mondo, regia di Michele Lupo (1964)
- Il trionfo dei dieci gladiatori, regia di Nick Nostro (1964)
- Il leone di Tebe, regia di Giorgio Ferroni (1964)
- Ercole, Sansone, Maciste e Ursus gli invincibili, regia di Giorgio Capitani (1964)
- Agente S3S: operazione Uranio (Der Fluch des schwarzen Rubin), regia di Manfred R. Köhler (1965)
- Sette contro tutti, regia di Michele Lupo (1965)
- I predoni del Sahara, regia di Guido Malatesta (1965)
- Viva Gringo (Das Vermächtnis des Inka), regia di George Marischka (1965)
- La vergine di Samoa, regia di Javier Setó (1967)
- I fantastici 3 Supermen, regia di Gianfranco Parolini (1967)
- ...se incontri Sartana prega per la tua morte, regia di Gianfranco Parolini (1968)
- Ehi amico... c'è Sabata. Hai chiuso!, regia di Gianfranco Parolini (1969)
- La scoperta, regia di Elio Piccon (1969)
- Sotto a chi tocca!, regia di Gianfranco Parolini (1972)
- Il consigliori, regia di Alberto De Martino (1973)
- Divina creatura, regia di Giuseppe Patroni Griffi (1975)
- Cadaveri eccellenti, regia di Francesco Rosi (1976)

## Teatro
- Anna Christie di Eugene O'Neill, regia di Anton Giulio Bragaglia. Teatro delle Arti di Roma, 28 maggio 1939.
- Rosalinda (Come vi piace), di William Shakespeare, regia di Luchino Visconti. Prima al Teatro Eliseo di Roma, 20 novembre 1948.